# 独ソ戦
独ソ戦（どくソせん、英語: German-Soviet War）、または東部戦線（ドイツ語: die Ostfront）は、第二次世界大戦中の1941年から1945年にかけて、ナチス・ドイツを中心とする枢軸国とソビエト連邦との間で戦われた戦争を指す。
大戦の当初はポーランドを共に占領していたドイツとソ連であったが、1941年6月22日に突如ドイツ国防軍がソ連に侵入し（バルバロッサ作戦）、戦争状態となった。当時のソ連は国民を鼓舞するため、ナポレオン・ボナパルトに勝利した祖国戦争に擬えて大祖国戦争（ロシア語: Великая Отечественная война）と呼称。一方、ドイツ側では主に東部戦線と表現される。
ソ連は首都モスクワ周辺まで攻め込まれたものの、英米を主力とする連合国とともに反撃に転じ、ベルリンの戦いでナチス・ドイツを敗北させた。戦後はアメリカ合衆国と並ぶ超大国となり、占領した東欧諸国に共産主義政権を樹立して東側ブロックを形成して冷戦に至った。戦場はドイツ東部を含む東欧諸国とソ連西部のほか、北欧（ノルウェー北部およびフィンランド）に広がり、さらに英米からソ連への援助を断つべく通商破壊が北極海やインド洋でも行われた。

## 概要
ドイツ総統アドルフ・ヒトラーは、ソ連との戦争を「イデオロギーの戦争」「絶滅戦争」と位置づけ、西部戦線とは別の戦争であると認識していた。
1941年6月22日3時15分、ドイツ軍は作戦名「バルバロッサ」の下にソ連を奇襲攻撃した 。ヨーロッパにおけるドイツ占領地からは反共主義者の志願者や、武装親衛隊によって徴発された人々がドイツ軍に加わった。
開戦当初、ソ連軍が大敗を喫したこともあり、歴史的に反ソ感情が強かったバルト地方や、共産党の過酷な政策からウクライナの住民は、ドイツ軍を当初「共産主義ロシアによる圧制からの解放軍」と歓迎し、ドイツ軍に志願したり共産主義者を引き渡すなど、自ら進んでドイツ軍の支配に協力する住民も現れた。また、反共主義者はロシア国民解放軍やロシア解放軍として共産主義者と戦った。しかし、スラヴ人を劣等民族と認識していたヒトラーは、彼らの独立を認める考えはなく、こうした動きをほとんど利用しようとしなかった。親衛隊や東部占領地域省はドイツ系民族を占領地に移住させて植民地にしようと計画し、一部実行された。
この戦いにおいて、特にソ連側の死者は大規模である。なお、独ソ戦の犠牲者（戦死、戦病死）は、ソ連兵が1,470万人、ドイツ兵が390万人である。民間人の死者を入れるとソ連は2,000 - 3,000万人が死亡し、ドイツは約600 - 1,000万人である。ソ連の軍人・民間人の死傷者の総計は第二次世界大戦における全ての交戦国の中で最も多いばかりか、人類史上全ての戦争・紛争の中で最大の死者数を計上した。両国の捕虜・民間人に対する扱いも苛酷を極め、占領地の住民や捕虜は強制労働に従事させられるなど、極めて厳しい扱いを受けた。ドイツが戦争初期に捕らえたソ連兵の捕虜500万人はほとんど死亡している（第二次世界大戦におけるドイツによる外国人強制労働）。また、ドイツ兵捕虜300万人の多くはそのままソ連によって強制労働に従事させられ、およそ100万人が死亡した（ソビエト連邦におけるドイツ人強制労働）。
開戦から1943年7月のクルスクの戦いまでは主にドイツ軍の攻勢とソ連軍の防御という展開であったが、クルスクの戦いの後は攻守が逆転し、東欧からドイツ東部にいたる地域がソ連の占領地域となった。1945年5月8日にドイツ国防軍最高司令部総長ヴィルヘルム・カイテル元帥がドイツの首都ベルリンで無条件降伏文書の批准手続きを行ったことにより、戦争は終結した。

## イデオロギー

### ドイツのイデオロギー
ヒトラーは自伝『我が闘争』（1925年）において、ドイツ人のための生存圏の必要性、すなわち東欧、特にロシアにおける新しい領土の獲得とそこのドイツ人定住の必要性について論じていた。それは、ナチスの思想にもあるように、ドイツ人が「支配人種」を構成する一方で、既存住民のほとんどを根絶またはシベリアへ移送し、残りを奴隷労働者として使用する差別的構想であった。ヒトラーは第一次世界大戦中の1917年の時点で既にロシア人を劣等人種と呼んでおり、ボリシェヴィキ革命によって、ユダヤ人がスラヴ人の大衆を支配するようになったと考えていた。ヒトラーの見解は、スラヴ人などには自存自立する能力がないから、ユダヤ人の主人たちに支配されることになったというものであった。
ハインリヒ・ヒムラーらナチスの高等層は、ソ連に対する戦争はナチズムとユダヤ人ボリシェビズムの間のイデオロギー闘争であり、なおかつ、ナチス思想によれば優等民族であるアーリア人種で超人でもあるゲルマン人が、劣等民族であるスラヴ人の犠牲の上に、その領土を拡張することを保証するための戦争と考えていた。ドイツ軍の将校たちは、配下の兵たちに「ユダヤ人のボリシェビキの劣等民族」や「モンゴルの遊牧民ども」「アジア人の殺到」「赤い獣」と描写される人々を狙うよう指示していた。ドイツ兵の多くはナチス的な見方でこの戦争を捉えており、敵のソ連兵は劣等人種（人間以下）と見なしていた。
ヒトラーはこの戦争を急進的な見方で捉えており、この戦争を「絶滅戦争」(Vernichtungskrieg) と呼び、これはイデオロギー戦争であるとともに、人種戦争でもあると捉えていた。東欧の将来についてのナチスの見方は「東部総合計画」において、最も明瞭に成文化されている。占領した中欧およびソ連の住民は、その一部を西シベリアへ移住させ、奴隷化した上で最終的には根絶する。征服した地域にはドイツ人もしくは「ドイツ化」された住民を植民する。さらに、ナチスは彼らのユダヤ人絶滅計画の一環として、中欧と東欧のユダヤ人住民を一掃することも模索した。
1941年のキエフの戦いにおいてドイツが緒戦の成功を収めると、ヒトラーはソ連は軍事的に弱いとみて、すぐにでも征服できると考えた。10月3日のベルリン・スポーツ宮殿での演説で、ヒトラーは「我々がドアを蹴破っただけで、腐敗した建物は全体が崩れ落ちる」と述べた。したがって、ドイツは、ポーランド侵攻やフランス侵攻などで成功させた短期間の電撃戦を再度行うことを想定しており、長期戦は警戒していなかった。しかしながら、スターリングラード攻防戦（1942-1943年）においてソ連軍が戦略的に見て強力な勝利を収め、その結果としてドイツ軍が悲惨な状況に陥ると、ナチスの宣伝工作はこの戦争を、欧州になだれ込んでくる巨大な「ボリシェビキ」の遊牧民たちがもたらす破壊に対抗して、ドイツが西欧文明を防衛するための戦争と位置付けて描くようになっていった。

### ソビエトの状況

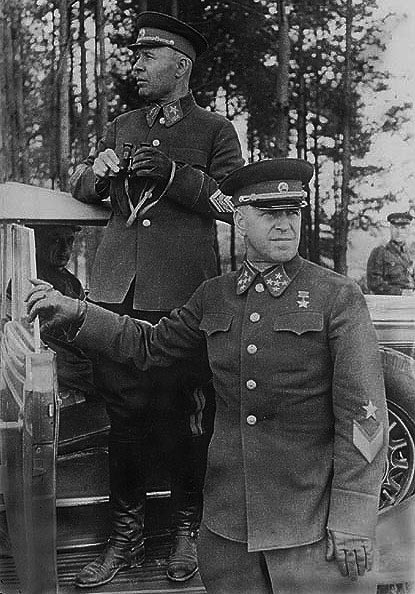
セミョーン・チモシェンコとゲオルギー・ジューコフ（1940年）

1930年代を通じて、ソ連はヨシフ・スターリンの指導のもとで、大きな工業化と経済成長を成し遂げた。スターリンの中心的な主義である「一国社会主義論」は、1929年以降のソ連の五カ年計画に組み込まれた。これはソ連の政策のイデオロギーが、国際的な共産主義革命（世界革命論）の方向から離れて、最終的には1943年のコミンテルン（第三インターナショナル）解散へとつながっていく方向へ転換したことを示していた。ソ連は公式に1928年から始まった第一次五か年計画で軍事力強化の過程を開始した。軍事力強化は1930年代中頃の第二次五か年計画の終わりまでとされものの、軍事力はソ連の工業化の重要な焦点となった。
1936年2月のスペイン総選挙の結果、スペイン第二共和政の人民戦線政権に多くの共産主義指導者たちが加わることとなったが、数か月も経ずして右翼の軍事クーデターが発端となりスペイン内戦（1936-1939年）が始まった。この紛争はすぐに社会主義者・共産主義者たちが率いるスペイン第二共和国の側に立つソ連や様々な国からの左翼の志願兵たち、そしてスペインの国家主義者たち（フランシスコ・フランコ将軍が率いる反乱軍）の側に立つナチス・ドイツ 、ファシスト政権のイタリア、ポルトガルを巻き込んだ代理戦争の性質を帯び始めた。この戦争は、ドイツ軍と赤軍にとって、新しい装備や戦術を試すための有用な試験場となった。両者ともそれを後の第二次世界大戦でより大規模に実行することになった。
ナチス・ドイツは反共主義の政権であり、そのイデオロギー的な立場を、1936年11月25日に署名された日本との防共協定において正式な国策とした。1年後、ファシスト政権のイタリアも防共協定に加わった。ソ連はドイツの拡大を包囲する狙いで、仏ソ相互援助条約をフランスやチェコスロバキアと議論した。1938年のドイツによる「アンシュルス」（オーストリア併合）とチェコスロバキア解体（1938-1939年）またチェコ併合により、かねてマクシム・リトヴィノフの下でソ連外務省が主唱していた欧州の集団的自衛体制を確立することは不可能であることが明示的に示されてしまった。このことと、イギリス・フランス政府が全面的に対ドイツの全面的な政治的・軍事的同盟をソ連と結ぶことに前向きとなったこともあって、1939年8月末頃の独ソ不可侵条約につながった。これとは別に、枢軸国を構成することになる主要3国が日独伊三国同盟を締結するのは防共協定が締結されてから約4年後のこととなる。

## 経過

### 開戦までの両国の関係
第一次世界大戦後、世界の孤児であったドイツとソ連は1922年、ラパッロ条約により国交を回復させた。当時のドイツはヴェルサイユ条約により、過大な賠償金負担に苦しみ、軍備は10万人に制限されていた。経済も世界的に不況で、ドイツには資源が乏しかった。一方、ソ連も共産主義国家として孤立し、シベリア出兵など列強各国政府から軍事干渉を受けた。ドイツには資源と領土が乏しかった。ソ連は資源と領土は恵まれていたが、技術が乏しかった。互いに世界から孤立していたが為に利害が一致し、ドイツとソ連は手を結んでしばし蜜月を刻む。
1933年にアドルフヒトラーが政権を握った。ヒトラーをはじめとするナチ党（国家社会主義ドイツ労働者党）は反共を唱えており、ソ連はナチスを「ファシスト」と呼んで批判していた。双方の独裁者はお互いを「人類の敵」「悪魔」などと罵り合った一方、互いの利害のために利用することもあった。スペイン内戦では、代理戦争という形で両国は対決した。また、赤軍大粛清の一因にSD（親衛隊情報部）長官ラインハルト・ハイドリヒの謀略があったともされる。
その後、一方のスターリンは、イギリスのドイツに対する宥和政策をみてイギリスとドイツが対ソ包囲網を結んでいるのではないかとの懸念から、また、他方のヒトラーは二正面作戦を避けることを目論んで、1939年8月に独ソ不可侵条約を結ぶこととなる。
この間にソ連は、ドイツに対してヴェルサイユ条約が禁止する軍用機・戦車部隊の技術提携、バルト海沿岸の港の使用やイギリス空爆のためのレーダー技術の提供などを行い、さらにソ連に亡命してきたドイツの共産主義者を強制送還までさせてヒトラーに便宜を図っていた。また、ソ連から資源がドイツへ輸出されており、戦争開始数時間前まで鉄道による輸送が続いていた。ドイツのヨアヒム・フォン・リッベントロップ外相はソ連とより強力な連携を取るべきと考え、日独伊にソ連を加えた四国同盟を構想していた。
しかし、ヒトラーはバトル・オブ・ブリテンの失敗によって戦争の前途に行き詰まりを感じており、「ソ連が粉砕されれば、英国の最後の望みも打破される」とし、さらに東方生存圏の獲得のためソ連侵攻を考えるようになった。1940年7月中旬には「ヨーロッパ州最後の戦争」である独ソ戦開始の意思を国防軍首脳に告げ、侵攻計画の策定を命令した。この後も表面上両国関係は穏やかであったが、ソ連からの物資が滞りなく流入していたにもかかわらず、ドイツの支払いは不自然なほどに引き延ばされたり、工作機械のソ連への引き渡しが当局によって妨害されたりもした。
一方でソ連は軍備増強も行っていた。開戦前夜の1941年の3月から4月にかけ、機械化歩兵20個師団を編成し、暗号系統を変更した。ドイツ国防軍情報部はこれを開戦準備と受け止めている。また、欧米でも比類のない大規模な航空機工場が存在しており、練度の面でも高いものがあるとドイツ空軍技術視察団は報告している。ヒトラーは後に「この報告が最終的にソ連即時攻撃を決心させる要因になった」と述懐している。
1940年12月、ヒトラーは対ソ侵攻作戦バルバロッサ作戦の作戦準備を正式に指令した。ソ連にはドイツの戦争準備を告げる情報が、イギリス政府や軍の情報部などから様々な形で集まった。しかし、スターリンをはじめとするソ連上層部は、これらの情報を欺瞞情報であるとして退けた。ドイツ軍への挑発につながるため、独ソ国境での防衛準備も目立って行われなかった。

### 1941年

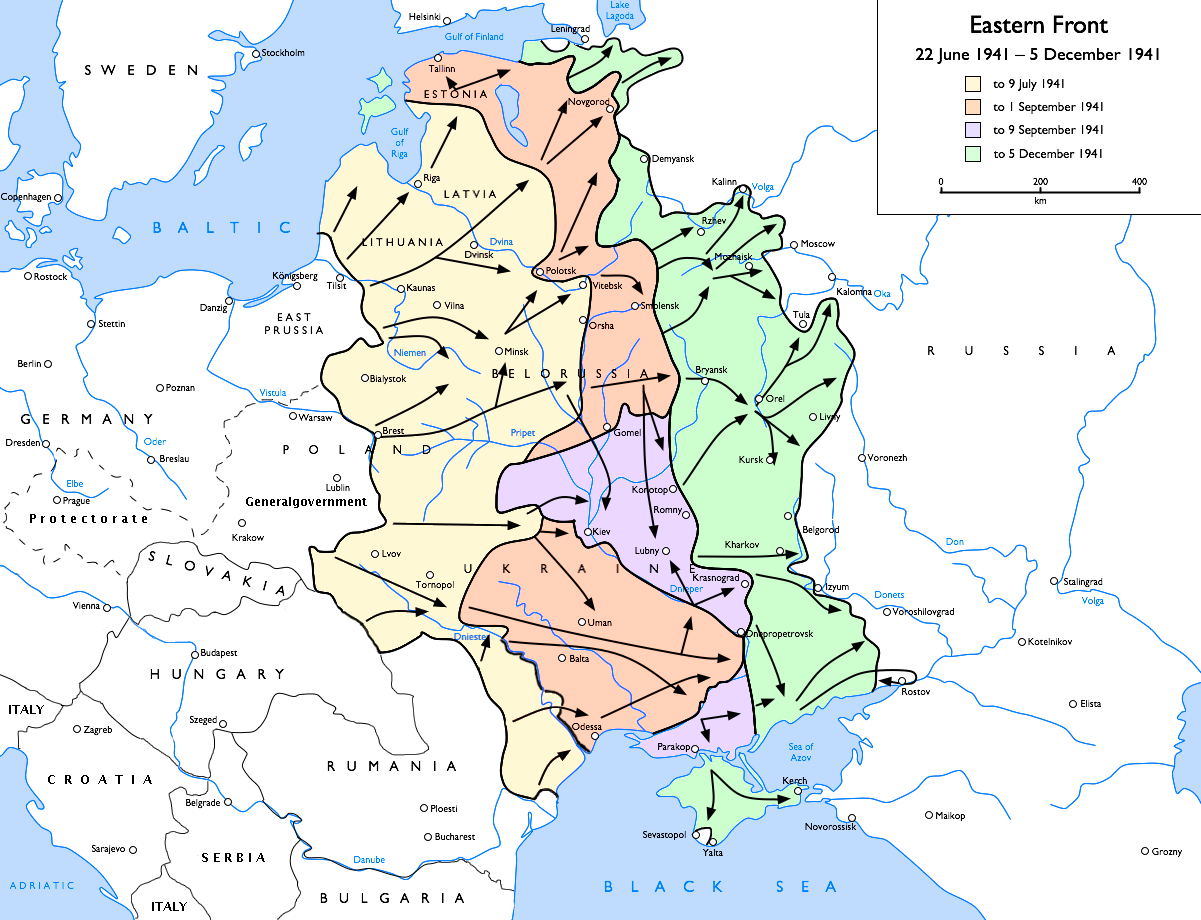
1941年6月から12月にかけての戦線

6月22日、ナチス・ドイツはソビエト連邦に対して宣戦布告。直後、イタリア王国、ルーマニア王国なども続いて宣戦布告を行った。
ドイツ軍はバルバロッサ作戦の発動により独ソ国境で一斉に侵攻を開始。当初、侵攻は5月を予定していたが、ユーゴスラビア王国で発生した政変によりドイツはユーゴスラビア侵攻を実践しようとし、対ソ開戦は1か月以上延期されていた。開戦直前、ヒトラーは赤軍に配属された政治委員の即時処刑を命令し（コミッサール指令）、「イデオロギー戦」としての性格を認識するよう軍指導部に伝えている。
開戦当初は奇襲により各戦線でほぼドイツ軍がソ連赤軍を圧倒し、北方軍集団ではレニングラード包囲、中央軍集団は開戦1か月でスモレンスクを占領する快進撃を続けた。赤軍は各地で分断され、多くの部隊が投降して捕虜となった。また、ソ連空軍はドイツ空軍の爆撃による地上撃破や空中戦による撃墜で大打撃を受け、制空権はドイツ軍が掌握することに成功した。しかし南方軍集団は投入兵力の割りに作戦地域が広大であったため、進撃が遅れ気味であった。これは、近年では開戦前ドイツに対し先制攻撃を考えていたソ連赤軍が南部に兵力を集中させていたからという説がある（「バルバロッサ作戦#奇襲成功の要因」参照）。しかし、ドイツ側の損害も甚大であり、1週間で1939年から1940年6月までのドイツ軍死傷者数を上回ることもあった。
そのため、8月にはスモレンスクを陥落させた中央軍集団の主力部隊の矛先を南部に向け、南方軍集団を支援することによりウクライナ地方に展開していた数十万のソ連赤軍部隊は壊滅し、キエフ、ハリコフなどが陥落した。この支援により中央軍集団の首都モスクワへの進撃は約1か月遅延した後、9月にモスクワ攻略（タイフーン作戦）に乗り出す。
ドイツ軍はクレムリンまであと十数キロメートルのところまで迫ったが、例年より早い冬（冬将軍）によって発生した泥濘と降雪が進撃の足を止め、赤軍も猛抵抗したことによりドイツ軍の攻勢は頓挫した。短期決戦を想定していたドイツの目論見は外れ持久戦の様相を呈することになる。電撃戦を続けてきたドイツ軍にとっては初めてのケースであった。補給路が延び切った上、冬季装備の前線部隊への配送が滞ったドイツ軍は各地で進撃の停止を余儀なくされた。
そのころ、ソ連側はリヒャルト・ゾルゲなど日本の勢力圏で活動する諜報員からもたらされた情報によって、日本軍が参戦する可能性はないと確信し、10月以降、満州やシベリア地区の精鋭部隊をモスクワ周辺に投入した。11月にはモンゴルの騎兵師団が戦線に投入されたが、この騎兵部隊は戦況にほとんど影響を与えることなく壊滅した。国際面からいえば、アメリカのフランクリン・ルーズベルト大統領がソ連に対する武器・物資援助（レンドリース法適用）に踏み切ったのは1941年11月7日、モスクワが陥落の危機を脱したと確認された時点である。このことは「モスクワを後回し」にしたことの誤りのひとつとされる。
ドイツ軍の損害は既に投入兵力の35%、100万人に及び、この年だけで戦死者は20万人に達していた。国防軍の指導部はモスクワ前面からの撤退を唱えるようになったが、ヒトラーの厳命によって戦線は維持された。ヒトラーは陸軍総司令官ヴァルター・フォン・ブラウヒッチュら多くの将軍を更迭し、自ら陸軍総司令官に就任することで、さらに独ソ戦の戦争指導に容喙することとなった。ソ連側は12月初旬から冬季大反攻を開始し、ドイツ軍をモスクワ近郊から後退させることに成功した。ヒトラーの死守命令によって撤退できないドイツ軍による必死の抵抗と自軍の稚拙な作戦によりソ連赤軍は各個撃破され攻勢は失敗し、ドイツ軍は辛うじて戦線崩壊を回避した。
ソ連側は焦土作戦によりドイツ軍の現地調達の手段を奪い、さらにドイツが占領した地域の住民に対しパルチザンを組織させ、後方撹乱によりドイツ軍の補給を妨害した。また、軍事的に重要な工場や労働者を貨物列車によりドイツの手の届かない東方へ疎開させた。このことにより一時的に生産力は低下することとなったが、やがてこの安全な地から大量の戦車が生み出されることになる。

### 1942年

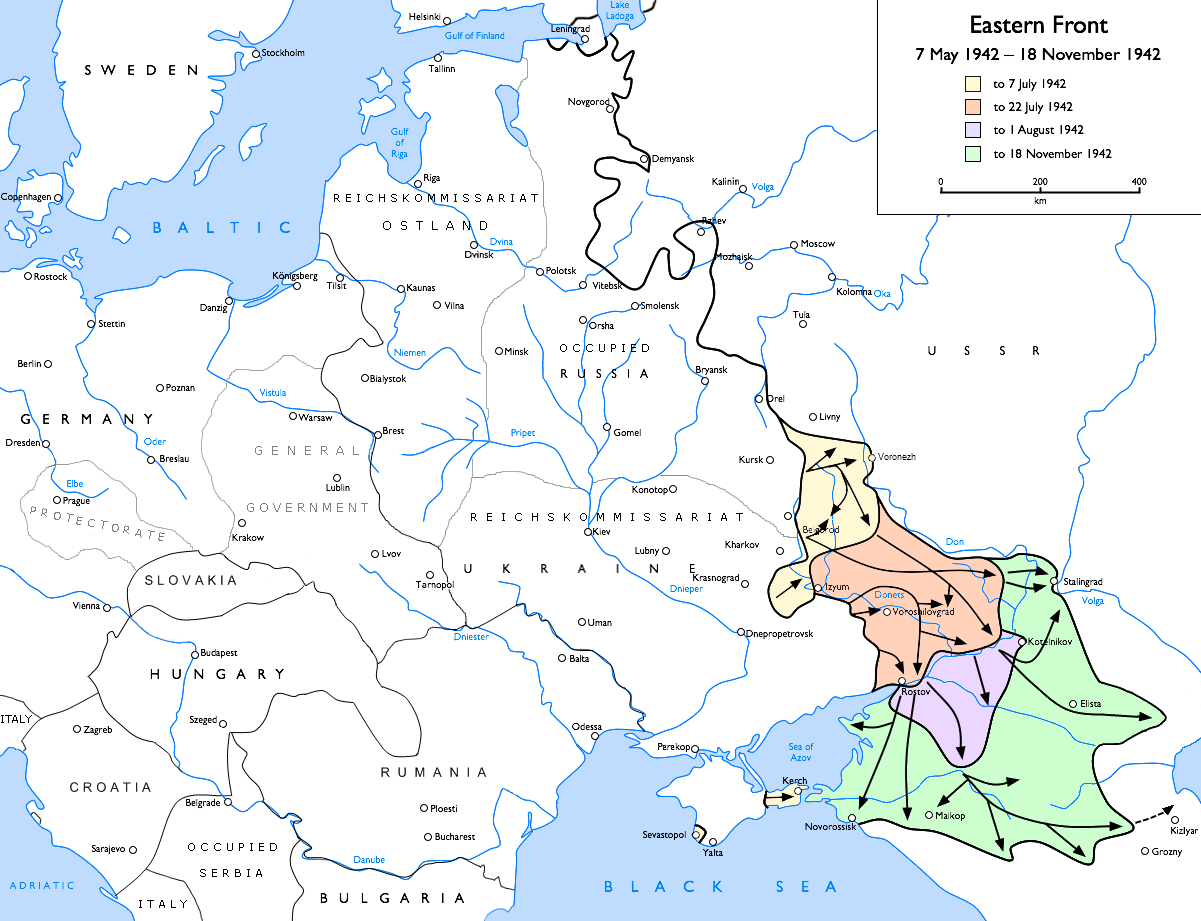
1942年5月から1942年11月にかけての戦線

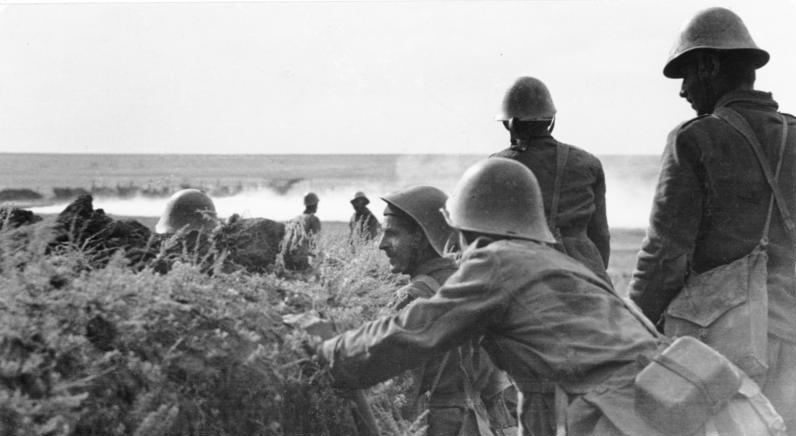
スターリングラードでのルーマニアの兵士

ドイツ軍の損害を過大に評価したスターリンは、1942年を「ヒトラー・ドイツの崩壊の年、赤軍の勝利の年に」と叫び、赤軍参謀本部の反対を押し切って「全戦線での総反撃」を命じた。しかし、いまだ強力な戦力を保持したドイツ軍およびその同盟軍を打ち破るには、赤軍の戦力は質的にも量的にもまだ十分でなく、春先には総反撃は頓挫して戦線は膠着した。しかし、赤軍はドイツ軍を後退させたことにより、失いかけていた自信を回復することができ、ドイツ陸軍の無敵の神話は破られた。このような状況の中でスターリンは前年の経験から「ドイツ軍は、決着をつけるために一気に首都モスクワ侵攻を狙うに違いない」と思い込み、モスクワ西部および南面での防備の強化と、予想されるモスクワ進撃作戦を牽制し、事前にドイツ軍戦力を撃破するための反撃をハリコフ方面で開始するよう命令した（第二次ハリコフ攻防戦）。しかし、ドイツ軍の今度の主攻勢方面は全く逆のソ連南部を目指すものだった。
前年の作戦により、ドイツの地上戦力の限界が露見した。生産力の上限から広大な戦線での損害を埋めることも、補給することも困難な状況であることが明確になった。1942年のドイツ軍夏季攻勢は限られた戦力によるものとなり、成功すれば効果的ではあるが非常に危険を伴う作戦であった。こうして純軍事的目的ではなく、ヒトラーのいう戦争経済のもとに計画が立てられた。6月28日、南部戦線にて、ヴォルガ川への到達とコーカサス地方の石油資源獲得を目的としたブラウ作戦が発動される。作戦開始当初は快進撃が続き、7月23日にはヒトラーが「（ブラウ作戦の目標は）大部分が達成された」と明言するほどであった。しかし、赤軍の撤退速度は早く、前年にあったような包囲殲滅がされることもなければ、重火器の放棄もない、赤軍の兵・装備上の損害が伴わないものであった。7月28日、スターリンは『ソ連国防人民委員令第227号』を発し、全戦線における抵抗を命じた。コーカサスの油田地帯に向かったドイツのA軍集団は油田のあるマイコプを占領したが、油田は既にソ連軍により火をつけられていた。次にA軍集団は油田のある東のグロズヌイに向かったが、進軍するにつれて補給路が伸び、燃料不足とソ連軍の抵抗により再び進軍は停止した。
スターリングラードに向かったドイツのB軍集団は市の大部分を制圧したものの、ソ連軍の頑強な抵抗により冬が到来しても市街戦を続けていた（スターリングラード攻防戦）。このような中で、ソ連は極秘のうちに大規模な反攻作戦の準備を進めていた。反攻作戦は11月19日に開始され、スターリングラードのドイツ軍は補給路を切断されて包囲されることになった。空軍総司令官で国家元帥のゲーリングが空軍による空からの補給を約束したこともあり、ヒトラーはスターリングラードのドイツ軍の包囲突破による退却を許可せず、防御陣地を構築して戦うよう命じた。しかし、空軍による物資補給は必要量を届けることができず、包囲されたドイツ軍は日ごとに衰耗していった。ドイツ軍は包囲網の外から陸路での救出作戦も行ったが、救出軍はソ連軍の包囲網を突破することができなかった。

### 1943年

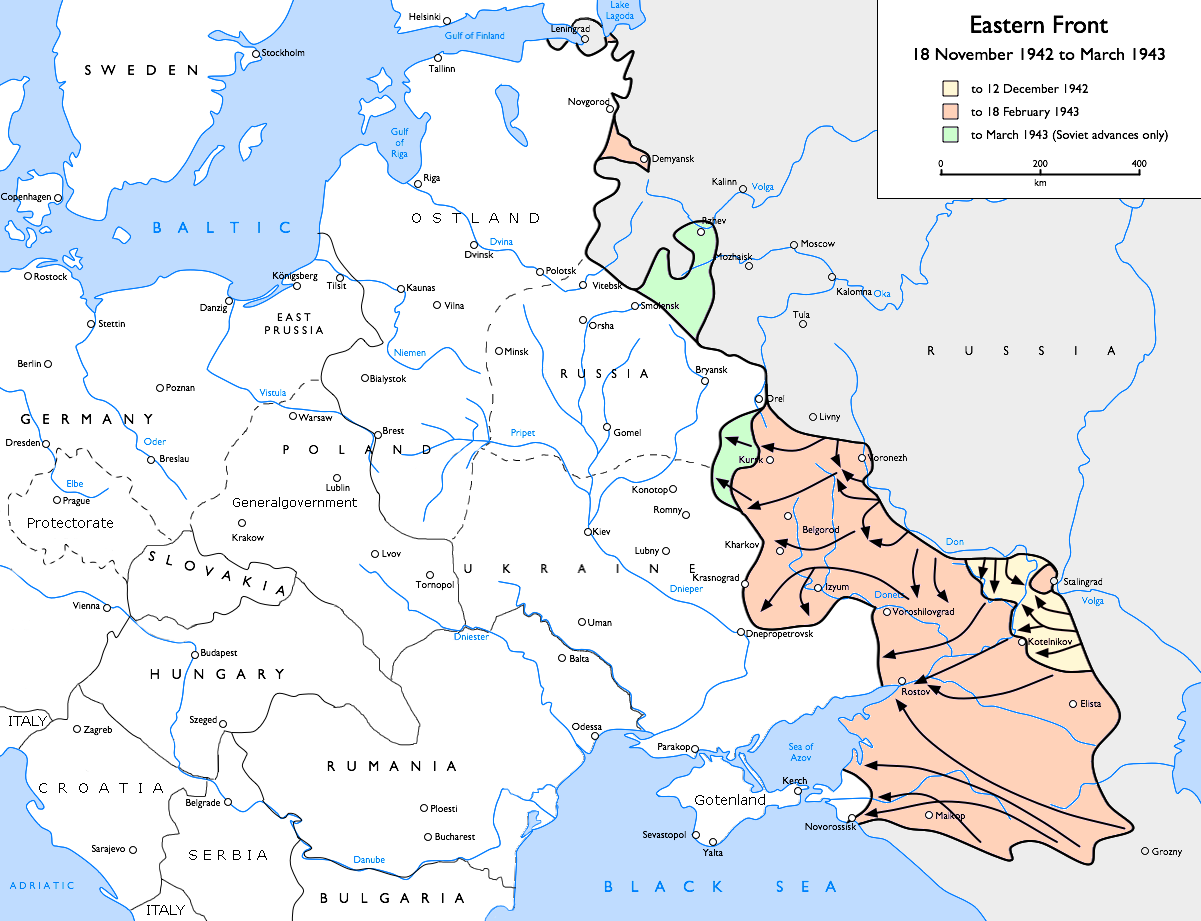
1942年11月から1943年3月にかけての戦線

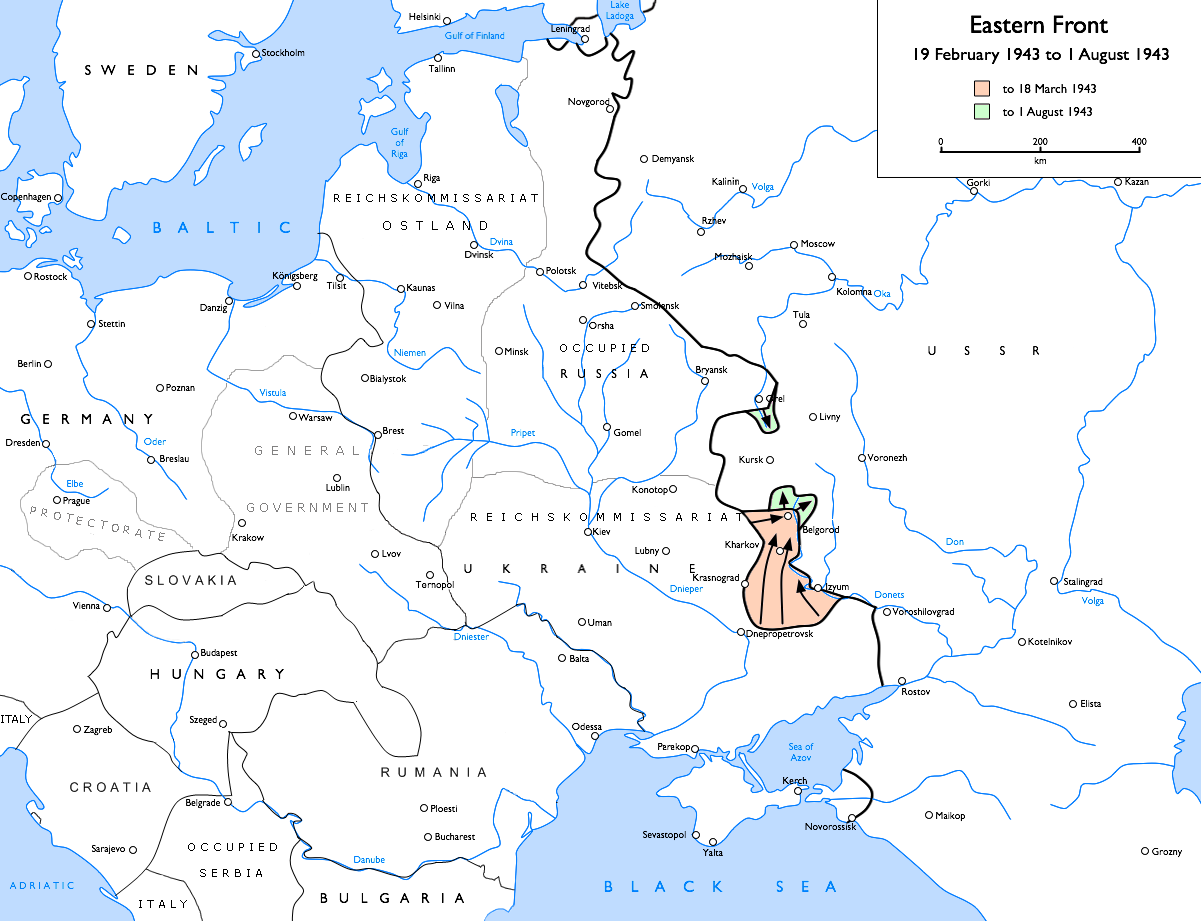
1943年2月から8月にかけての戦線

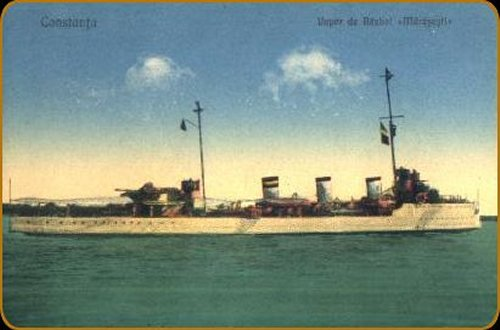
ルーマニア王国海軍の駆逐艦 マラシェシュティ

1943年1月後半、スターリングラードで包囲されていた約10万人の枢軸軍は、第6軍司令官フリードリヒ・パウルス元帥の決断により投降して捕虜となった。一方、コーカサスで進軍が止まっていたA軍集団も、この方面でソ連軍が大規模な反攻を開始したために退路を断たれる危険が迫ったが、こちらはヒトラーに撤退を認められ、2月に包囲網が完成する前に辛うじて撤退に成功した。この結果、ブラウ作戦の目標はどれも達成させず、ドイツは膨大な兵員と資材を失っただけであった。ブラウ作戦の失敗、とりわけスターリングラード攻防戦の敗北は対ソビエト戦における決定的な勝利の可能性を失しただけでなく、同盟国に与えた影響が大きかった。何よりも人的資源の余裕のないドイツにとってこの敗北の影響は大きく、予備兵力のほとんどを投入せざるを得なくなる。
一方でスターリングラードの勝利は、ソ連軍にとって勝利への自信を持たせるに至った。ソ連の将軍であるゲオルギー・ジューコフは「やはりドイツ軍も無敵ではないのだ。我々もドイツ軍を破りうるのだ。この確信を持てたことが決定的に重要であった。スターリングラード後も、ソ連にいるドイツ軍は強大であり、これを撃退できるかどうか予測はできなかった。が、我々でもドイツ軍を撃破できるとの確信を持てたこと。その効果こそが、限りなく大きかった。」と、スターリングラードの勝利を評価している。
ドイツ軍ではブラウ作戦と、スターリングラードにおける血みどろの市街地戦の戦訓により、様々な戦闘車両が生み出されることとなった。主力戦車の交代（III号戦車→V号戦車パンター）、自走砲の出現、ブルムベアのような市街地戦闘を想定した大口径の突撃砲。これらの複数の戦闘車両は一部の旧式車両の車台を流用する場合を除き、戦闘車両生産をますます混乱させることとなった。
1943年夏季攻勢においてドイツ軍内部では積極的に攻勢に出るか、防衛の後攻勢に出るかで意見が分かれたが、ヒトラーが主張した積極攻勢が実施され、中央軍集団と南方軍集団の間にできたクルスク突出部を南北から挟撃する作戦が実行された（クルスクの戦い）。諜報活動に基づき十分に事前準備された針鼠のごとく巡らされたソ連赤軍の対戦車陣地に進撃を阻まれ、ドイツ軍は多大の出血を強いられた。
時を同じくして米英により行われたシチリア上陸作戦の報に作戦は決戦を待たずして中止される。以後、ドイツ軍は完全に東部戦線の主導権を失い、秋以降、圧倒的な物量を武器にしたソ連赤軍の冬季攻勢の猛攻に敗走を続けることとなる。これにより戦線はドニエプル河を越えて、西へ移動しウクライナ地方の大部分はソ連赤軍に奪回された。

### 1944年

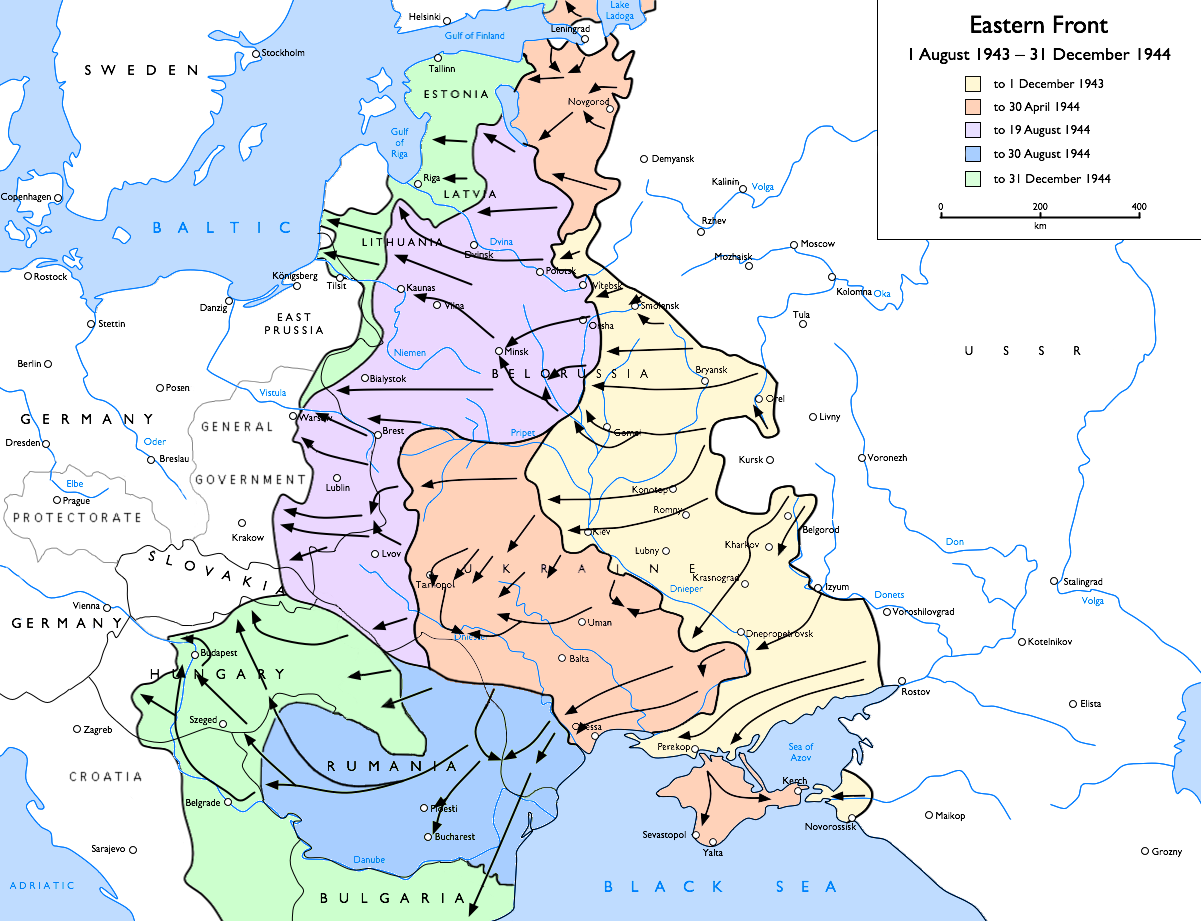
1943年8月から1944年12月にかけての戦線

ドイツがソ連に侵攻を開始したバルバロッサ作戦からちょうど3年目の6月22日に、赤軍は一大攻勢であるバグラチオン作戦を発動した。ドイツ軍は当初攻勢は南部戦線と予測しており、赤軍の欺瞞作戦の効果もあって対応が後手に回ることになった。赤軍は、ミハイル・トゥハチェフスキーらにより理論化された縦深攻撃を展開。圧倒的な物量・戦力差とヒトラーの厳命により撤退すらできない部隊は、もはや機動戦すらできず個別に撃破されるという、開戦時と立場が逆転したような状況となり、ドイツ中央軍集団は事実上壊滅することになる。この作戦の結果、ドイツ軍はロシア全域から駆逐され、開戦前の国境線まで後退することになった。この段階で東部戦線の継続はほぼ不可能となり、以後絶望的な戦いを余儀なくされる。
1944年夏、米英連合爆撃部隊はドイツの燃料供給網を絶ち、戦車やトラックなどの燃料に事欠くようになった。バグラチオン作戦後、双方とも立て直しを図ったが、ドイツ陸軍は装甲軍を運用する能力を二度ともつことなく、特に顕著な例としてシュレージエンがわずか2週間で赤軍に奪われた点があげられる。
南部ではヤッシー＝キシナウ攻勢の影響によりルーマニアでクーデターが発生して枢軸を離反、逆にドイツに宣戦を布告した。9月にはブルガリアとフィンランドも枢軸側より離脱した。一方ハンガリーは、ドイツ軍主導のパンツァーファウスト作戦の工作により枢軸側に留まった。

### 1945年

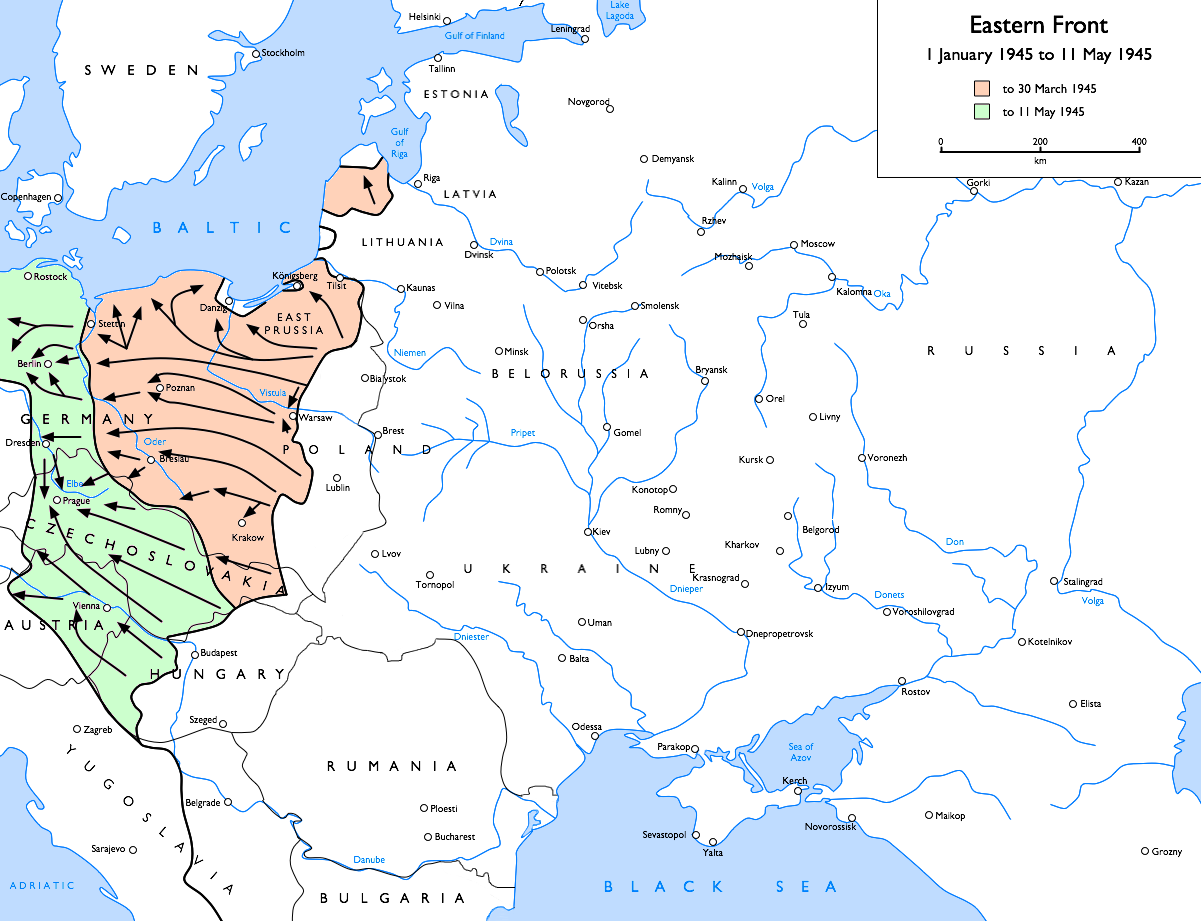
1945年1月から5月にかけての戦線

1月からは赤軍がヴィスワ＝オーデル攻勢を行い、2月2日にはベルリンまで70キロメートルに迫った。2月14日、ハンガリーの首都ブダペストが陥落し、ハンガリーのほぼ全土が赤軍の支配下となった。ドイツ軍はハンガリーの油田奪回を目指して最後の攻勢春の目覚め作戦を行うが、圧倒的な戦力差により惨敗を喫する。
4月16日、ジューコフ元帥のベルリン総攻撃が開始される。4月30日、ヒトラーが自殺。5月2日、ベルリンは陥落した。後継大統領に指名されたカール・デーニッツ元帥のフレンスブルク政府は降伏を決断し、5月7日にフランスのランスで降伏文書の調印が行われ、5月8日午後11時1分に休戦が発効することになった。

8日午後11時からはベルリン市内のカールスホルストで降伏文書の批准式が行われ、連合軍代表ゲオルギー・ジューコフ元帥とアーサー・テッダー英軍元帥、ドイツ国防軍代表ヴィルヘルム・カイテル陸軍元帥が降伏文書に批准した（調印時間はベルリン時間で5月9日0時15分、ロンドン時間で5月8日23時15分、モスクワ時間で5月9日2時15分）。しかし、独ソ戦全ての戦闘が終結したのはプラハの戦いが終結する5月11日のことであった。

## 連合国における東部戦線の位置

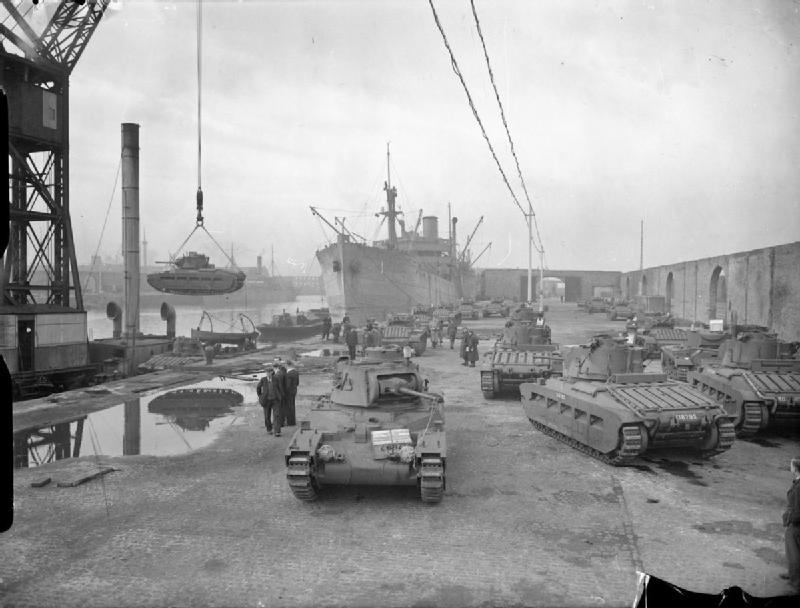
ソ連に輸送されるイギリスのマチルダII歩兵戦車（1941年10月17日）

ソビエトは第二次世界大戦開始当時の状況を見る限りにおいて侵略国であると考えられる。ポーランド、フィンランド、ルーマニア、バルト三国などの隣国に対しての行動は明らかに侵略そのものとみられた。これらの状況をふまえてイギリス・アメリカは困惑を含めて眺めていた。ナチス・ドイツが目論んでいるロシアの植民地化は、地政学でいうランドパワーとしての地位を確立することになる。連合軍の目的は、全体主義国家でありランドパワーとしての地位を復活しようとするナチス・ドイツの殲滅である。連合国にとってソビエトはその対象であるのか。共産主義を嫌っていることで知られるイギリスの首相チャーチルは、ナチス・ドイツとの戦争に勝利するという何事にも変えることのできない目的を遂行するために、「敵の敵は味方」として自身の信念を曲げてでも共産主義国家であるソ連と手を握るという判断を下すのである。
独ソ戦が始まると、それまでソ連を度々非難していた英国はただちに大量の物資の援助を提案し、中立であったアメリカは5月に制定したレンドリース法（武器貸与法）をソ連にも適用することにした。ソ連と米英の協定は1941年10月に結ばれ、この時から1945年までに武器と物資がソ連に供与された。援助の効果は1942年に目立ち始め、1943年にはソ連軍の兵站物資・機材の相当部分を占めるようになった。大半の援助物資はペルシア回廊を経由して供給された。大ざっぱにいえば、スターリングラード戦までのソ連軍はほぼ自国製品で戦い、クルスク戦以降は援助物資とともに戦ったといえる。
航空機、戦車などの正面装備、トラック、ジープ、機関車、無線機、野戦電話、電話線などの後方支援のための物資、さらに缶詰、靴、ブーツのような一般工業製品から銅、アルミニウムといった原材料まで様々な援助物資が届けられた。供与兵器は、正面装備に関するかぎりソ連戦力で大きな比率を占めなかった。戦車はソ連製の方が要目上は優れていたため、前線で歓迎されない型もあったが、機械的信頼性の高さからアメリカ・イギリス製戦車が好まれる場合もしばしばあった。しかし、援助物資が兵站と経済、生活に与えた寄与は大きかった。主要工業地帯がドイツ軍に占領され、残る生産能力も兵器生産に向けられたことで、ソ連では後方支援と生活のための物資が著しく不足していたためである。また、兵站などはソ連が立ち遅れていた分野で、米英からの援助が重要であった。
スターリン以下のソ連の指導者は、援助がソ連の戦争遂行能力を支えていることを自覚していたが、同時に、ドイツ軍の戦力のほとんどをソ連が引き受けている以上、援助は当然であるとも考えていた。アメリカのルーズベルト大統領は第二次世界大戦の最中の1942年5月、ソ連軍の活動とその影響を評価してこう記した。「ロシア軍が連合国25ヶ国の軍隊よりも、対戦国の厖大な兵士と兵器に打撃を与えているという明白な事実を無視することはできない」と。ソ連は米英軍が西ヨーロッパのいずれか（フランス、あるいはイタリア）に上陸して第二戦線を開くことを要求したが、この要請は1944年にノルマンディー上陸作戦が実施されるまでほぼ満たされなかったといってよい。このためスターリンは、米英が自らは戦わず、独ソをともに消耗させようとしているのではないかという疑念を抱いていた。そこでソ連が米英に用いたのが、対独単独講和というカードであり、援助を止めさせないために単独講和をほのめかし続けた。
そしてソ連は獲得したポーランド東部領土の承認を英米に求め、ポーランド亡命政府とソ連の関係が悪化すると、ポーランド亡命政府との関係を絶つよう英米に要求を行った。結果としてポーランド国境についてはソ連の要求が通り、戦後ポーランドは大きく西に移動する形となった。
連合国の勝利がほぼ確定的となった1944年になると、イギリスはソ連の東欧支配、さらには地中海への進出に警戒心を見せるようになった。モスクワ会談ではチャーチルがスターリンと「パーセンテージ協定」を締結し、東欧に対するソ連の優越権を認める一方で地中海へのソ連の進出を食い止めようとした。
しかし、後のポツダム会談でソ連はさらに進出の意向を示す。さらにアメリカ合衆国大統領フランクリン・ローズベルトの死去により副大統領から大統領に昇格したハリー・トルーマンも、人類初の核実験であるトリニティ実験の成功の報を受けてソ連への態度を硬化させた。そのため、ポツダム会談はローズベルトの融和的政策のもとでなされたヤルタ会談と全く異なるものとなった。
共通の敵を失った連合国の列強は再びイデオロギーの対立に立ち戻り、冷戦という対立軸へと向かうことになる。

## 戦争犯罪
ナチズムにおいてスラヴ人は劣等民族として扱われており、またイギリスの海上封鎖によって食糧難に陥っていたドイツでは、ソ連の土地から食糧を収奪することが喫緊の課題であった。占領地域に民族ドイツ人を植民し、ドイツ領土化するという『東部総合計画』はこの時期に立てられたものである。四カ年計画庁と食糧次官ヘルベルト・バッケは、ドイツが戦争を遂行するためには、3年間現地において国防軍が食糧を調達することが必要であると試算している。バッケらはこの食糧収奪によって数百万人のロシア人・スラブ人を結果的に餓死させるという計画を立案していた（飢餓計画）。彼らは最終的に3千万人のロシア人が餓死すると見込んでいた。ゲーリングの大都市の占領は「望ましくなく、包囲して餓死させるべきである」という発言もこれにつながっている。
また、親衛隊によって組織されたアインザッツグルッペンは、占領地域の治安維持のためとしてユダヤ人や共産主義者・パルチザンの検挙・殺害を組織的に行った。ドイツ占領地ではホロコースト実行のために親衛隊が活発な活動を行い、国防軍もこれに協力した（「清廉潔白な国防軍」論争を参照）。
一方で、ソ連軍は敵の捕虜に対して苛酷な労働を課した（ソ連は捕虜の待遇を定めたジュネーブ条約を批准していなかった）。ソ連軍が東欧に侵攻すると報復の対象は民間人にも及び、激しい略奪と暴行が繰り返された。

## 対敵協力者
ドイツの捕虜になったソ連軍将兵や民間人のなかには、アンドレイ・ウラソフ将軍が組織したロシア解放軍やヒヴィなど、ドイツに与する対敵協力者となった者も少なくなかった。大戦後半、人的資源の枯渇に苦しむドイツ軍で多くのソ連出身者が弾薬、燃料輸送など後方活動に従事し、中には最前線でかつての「同志」に銃口を向ける者もいた。
戦後、ソ連政府は「裏切り者」に対して容赦をせず、対独協力者としての過去が判明すれば、銃殺や絞首刑に処されたり、コルィマ鉱山などのシベリア各地への追放を受けた。
また、ドイツ軍人の中にも、パウルス元帥やフォン・ザイトリッツ＝クルツバッハ将軍など、捕虜になった後に反ナチ運動に参加した者も存在した。

## 影響
ドイツは戦争によって敗北し、ナチス政体は崩壊、米ソ英仏による分割占領を受けることとなった（連合軍軍政期 (ドイツ)）。その後、東西両陣営の対立により、ドイツ連邦共和国（西ドイツ）およびドイツ民主共和国（東ドイツ）の2国に分断されることとなった。この分断状態は1990年のドイツ再統一まで続くことになる。さらに東プロイセンなどを含むオーデル・ナイセ線以東の領土を喪失し（旧ドイツ東部領土）、これらの土地や東欧に住んでいたドイツ人はドイツ本国へと追放された（ドイツ人追放）。また戦争賠償として、ドイツ国内の原料や生産設備が現物徴収され（デモンタージュ）、ソ連軍に捕虜となったドイツ軍将兵は労務による賠償を負わされた。
独ソ戦は連合国の対ナチス・ドイツ戦争の中で最大の戦域であり、それに膨大な損害を出しながら勝利したソ連の威信は極めて大きなものとなり、戦後秩序における超大国としての位置を確立した。また、新領土としては東プロイセンのケーニヒスベルクとその周辺地域、カーゾン線以東の旧ポーランド領土を獲得している。またソ連は占領した東欧地域の政権を社会主義化し、自由な選挙によって政体を決定するという連合国間の合意は反故となった。アメリカ合衆国・イギリスとの摩擦は大きくなり、冷戦への道に至ることになる。
ドイツが降伏した日はヨーロッパ戦勝記念日として現在でも各地で式典が行われている。2004年には国際連合総会において、5月8日と9日が第二次大戦中に命を失った全ての人に追悼を捧げる日と定められている。

## ドイツが勝利していた場合の戦後構想
ドイツ政府内部では、自国が勝利できた場合の戦後構想について、複数の案があった。ヒトラー自身が好んだ構想は、バルト三国をドイツに併合し、ウラル山脈をゲルマン世界とスラブ世界の国境とし、ロシア西部、ウクライナの広大な地域にドイツ人を移住させ植民地として確立することであった。ウラル山脈の東側には農村化された弱い国家をつくり、そこに強制労働には不要なスラブ系の人々の生き残りが住むことになっていた。ソ連の都市レニングラード（現：サンクトペテルブルク）は同盟国フィンランド、ベッサラビア地方（現：モルドバ）とウクライナの都市オデッサは同盟国ルーマニアに割譲する方針であった。
一方、ヒトラーが東部占領地域大臣に任命したアルフレート・ローゼンベルクは、かなり異なる考えを持っていた。東方に親ドイツの国民国家をつくりたいと思い、ドイツの侵入を解放と表現した。ローゼンベルクの案では、ソ連は4つの国に分割する。第一はモスクワ周辺のロシア北西部、北極地方からトルキスタンまで広がる地域で、かつての国名「モスクワ大公国」とする。第二はコーカサス。第三はウクライナ。第四はバルト三国・ベラルーシ周辺の「オストラント（東方地域）」であった。これらの諸国は、植民地総督の権威を持つドイツ弁務官に統治されることになっており、このうち、ウクライナとオストラントでは実現した（東部占領地域）。クリミア半島、バトゥミ（現：ジョージア）はドイツ領とする予定であった。

## 評価
ドイツの敗戦40周年にあたる1985年5月8日、ドイツ連邦大統領リヒャルト・フォン・ヴァイツゼッカーがドイツ連邦議会で記念の演説を行った際に次のように述べている。「五月八日は、ドイツの歴史のみならず、ヨーロッパの歴史に深く刻み込まれている。ヨーロッパの内戦は終わり、古いヨーロッパの世界は崩れ去っていった。歴史学者ミヒャエル・シュテュルマー教授の言を借りれば『ヨーロッパは戦い尽くした』のである。停戦の直前、東西から進撃してきた米ソ両軍兵士のエルベ河畔での邂逅は、さし当って、ヨーロッパの一つの時代が終わったことのシンボルである」。
エマニュエル・トッドはその著書『帝国以後』の中で「第二次世界大戦の戦略的真相は、ヨーロッパ戦線での真の勝利者はロシアであったということである。スターリングラードの以前、最中、以後のロシアの人的犠牲が、ナチスの軍事機構を粉砕することを可能にしたのだ。1944年6月のノルマンディ上陸作戦は、時期的にはかなり遅い時点で実行されたもので、その頃にはロシア軍部隊はすでにドイツを目指して戦前の西部国境に到達していた。当時多くの人士が、ドイツ・ナチズムを打ち破り、ヨーロッパの解放に最も貢献したのはロシア共産主義だと考えたということを忘れたら、戦後のイデオロギー的混乱を理解することはできない。イギリスの歴史家で軍事問題の専門家であるベイジル・リデル＝ハートが見事に見抜いたように、あらゆる段階でアメリカ軍部隊の行動様式は官僚的で緩慢で、投入された経済的・人的資源の圧倒的な優位を考えれば、効率性に劣るものだった。ある程度の犠牲的精神が要求される作戦は、それが可能である時には必ず同盟国の徴募兵部隊に任された」と述べている。
また、1985年、当時は東ドイツの同地にかつての米ソ兵が集まって往時を偲び合った。
ソ連はドイツの攻撃を受ける前、東欧分割を密約し、ベッサラビア併合、バルト諸国占領、フィンランド攻撃（冬戦争）、さらにドイツにやや遅れてソビエト連邦によるポーランド侵攻が行われた。このため欧州議会が2019年に独ソ双方に第二次世界大戦の開戦責任があるとする決議を採択している。これに対してソ連の継承国であるロシア連邦大統領ウラジーミル・プーチンは、当時のソ連の行動をナチス・ドイツと同一視することを禁止する法改正案に2021年7月1日に署名した。

## 文献
ソ連側から
- 『第二次世界大戦史―ソ独戦と対日戦』国民文庫社、1954年
- スターリン『ソ同盟の偉大な祖国防衛戦争』清水邦生訳、国民文庫社、1953年
- N.チーホノフ 『レーニングラード』創元社、1952年 - レーニングラード戦を題材にソ連側から描かれた小説
- Harrison E. Solisbury『独ソ戦：この知られざる戦い』早川書房、1980年 - 米人記者がソ連側から見た独ソ戦
- Theodor Plievier『モスクワ』金森誠也訳、フジ出版社、1986年、ISBN 4-89226-069-X - ソ連側から描かれた独ソ戦の小説
- David M.Glantz / Jonathan M.House『独ソ戦全史；「史上最大の地上戦」の実像』守屋純訳、学習研究社、2005年、ISBN 4-05-901173-8 - ソ連側から見た独ソ戦
- スヴェトラーナ・アレクシエーヴィッチ『ボタン穴から見た戦争』三浦みどり訳、群像社、2000年。 - 原題は『最後の生き証人』。当時子供だった人々へのインタビュー集
- アントニー・ビーヴァー 著、川上洸 訳『赤軍記者グロースマン 独ソ戦取材ノート 1941-1945』白水社、2007年

ドイツ側から
- 井上鍾編『モスクワへ、独逸宣伝戦闘隊写真報告第一報』番町書房、1942年 - 、昭和17年に出版された写真集
- パウル・カレル『バルバロッサ作戦』松谷健二訳、フジ出版社、1971年
- パウル・カレル『焦土作戦：ソ連の大反攻とヒトラーの敗走』松谷健二訳、フジ出版社、1972年
- Jürgen Thorwald『幻影、ヒトラーの側で戦った赤軍兵士たちの物語』松谷健二訳、フジ出版社、1979年 - ソ連人対独協力者の運命
- パウル・カレル Unternehmen Barbarossa im Bild: Der Rußlandkrieg fotografiert von Soldaten, Ullstein, 1985, ISBN 3-550-08509-5 - ドイツ兵士の撮った写真に見る独ソ戦
- Richard Muller『東部戦線の独空軍』手島尚訳、朝日ソノラマ、1995年、ISBN 4-257-17295-9
- Werner Maser『独ソ開戦、盟約から破約へ、ヒトラーVSスターリン』守屋純訳、学習研究社、2000年、ISBN 4-05-400983-2 - スターリンの戦争準備
- クルト・マイヤー『擲弾兵：パンツァー・マイヤー戦記』松谷健二訳、学習研究社、2000年、ISBN 4-05-400984-0 - 武装親衛隊指揮官の回顧録 - フジ出版社版の復刻

## ボードゲーム
独ソ戦全体
- 『Sturm Nach Osten』（WWW、シックス・アングルズ別冊第8号）1982年
- 『Russian Front』（Avalon Hill、ホビージャパン）1985年
- 『The Russian Campaign 2/独ソ戦2』（Jedko Games、国際通信社「コマンドマガジン日本版第33号」）1986年
- 『失われた勝利』（エポック社、サンセットゲームズ）1986年
- 『War for the Motherland』（Rampart Games、シックス・アングルズ第9号）1994年 - 山崎雅弘デザイン
- 『Russia Beseiged』（L2 Design Group、国際通信社「コマンドベスト第10弾」）2004年
- 『East Front II』(Columbia Games) 2006年
- 『NO RETREAT!』（Victory Point Games、国際通信社「ワールド・ウォー・シリーズ第1号」）2008年
- 『The Barbarossa Campaign/独ソ戦ソリティア』（Victory Point Games、国際通信社「ワールド・ウォー・シリーズ第3号」）2010年 - 1人用ゲーム

バルバロッサ作戦
- 『1941』（GDW、国際通信社「コマンドマガジン日本版第45号」）1981年
- 『独ソ電撃戦』（エポック社、国際通信社「コマンドマガジン日本版第57号）1981年
- 『Fire in the East』（GDW、ホビージャパン）1984年
- 『モスクワ電撃戦』（翔企画SSシリーズ、国際通信社「コマンドマガジン日本版第75号」）1988年 - 中黒靖デザイン
- 『Blitzkrieg '41』（XTR、国際通信社「コマンドマガジン日本版第7号」）1989年
- 『Army Group Center』（シックス・アングルズ第12号）1992年
- 『真・バルバロッサ作戦』（ゲームジャーナル1号）2001年 - 鈴木銀一郎デザイン
- 『Barbarossa: The Russo-German War, 1941-45』（Decision Games、国際通信社「コマンドマガジン日本版第87号」）2008年
- 『激闘レニングラード電撃戦』（ゲームジャーナル49号）2013年
- 『バルバロッサ作戦』（国際通信社「ウォーゲームハンドブック2014」）2014年

スモレンスク
- 『スモレンスク攻防戦』（国際通信社「コマンドマガジン日本版第74号」「コマンドベスト第13弾」）2007年
- 『A Victory Denied/激闘！グデーリアン装甲軍』（Multi-Man Publishing、ゲームジャーナル35号）2009年

モスクワ
- 『Operation Typhoon』（SPI、ホビージャパン）1978年
- 『東部戦線：冬季戦41-42』（アドテクノス、ゲームジャーナル22号）1984年
- 『Battle for Moscow』（GDW、国際通信社「コマンドマガジン日本版第39号」）1986年
- 『The Last Stand at Moscow/モスクワ攻防戦』（シックス・アングルズ第11号）2008年 - 山崎雅弘デザイン
- 『モスクワ '41』（国際通信社「コマンドマガジン日本版第84号」）2009年 - 中黒靖デザイン
- 『Roads to Moscow』（GMT Games）2013年

青作戦・スターリングラード
- 『Drive on Stalingrad』（SPI、サンセットゲームズ）1977年
- 『Battle for Stalingrad/スターリングラード攻略』（SPI、ホビージャパン、シックス・アングルズ別冊第1号）1980年
- 『スターリングラード』（エポック社、国際通信社「ワールド・ウォー・シリーズ第4号」）1983年
- 『Stalingrad Pocket』（The Gamers、国際通信社「コマンドマガジン別冊第5号」）1992年
- 『Paulus' 6th Army』（シックス・アングルズ第10号）2005年 - 山崎雅弘デザイン
- 『スターリングラード強襲』（ゲームジャーナル19号）2006年
- 『激闘スターリングラード電撃戦』（ゲームジャーナル47号）2013年

ヴェルキエ・ルキ
- 『White Death』（GDW、国際通信社「コマンドマガジン日本版第96号」）1979年
- 『Velikye Luki/ヴェリキエ・ルキ攻防戦』（Moments in History、国際通信社「コマンドマガジン日本版第76号」）2000年

クルスク
- 『Kursk: History's Greatest Tank Battle, July 1943/クルスク大戦車戦』（SPI、シックス・アングルズ別冊第3号）1980年
- 『Zitadelle: Duel for Kursk/ツィテダレ作戦:クルスクの決戦』（WWW、国際通信社「コマンドマガジン別冊第4号」、シックス・アングルズ第13号）1992年 - 山崎雅弘デザイン
- 『Drive on Kursk』（Decision Games「S&T#253」、国際通信社「コマンドマガジン日本版第93号」）2008年

ハリコフ
- 『ハリコフ1941-1943』（翔企画SSシリーズ、シックス・アングルズ第8号）1991年 - 山崎雅弘デザイン
- 『Ring of Fire』（Moments in History、国際通信社「コマンドマガジン別冊第18号」）1994年
- 『激闘！マンシュタイン軍集団』（ゲームジャーナル4号）2002年

その他
- 『Army Group South/ドイツ南方軍集団』（SPI、サンセットゲームズ）1979年 - クワドリ（キエフ、ロストフ、星作戦、コルスン）
- 『48th Panzer Korps』（Pacific Rim、国際通信社「コマンドマガジン日本版第17号」）1991年
- 『Berlin '45 The Nightmare Ends』（XTR、国際通信社「コマンドマガジン日本版第3号」）1992年
- 『Budapest 1945』（XTR、国際通信社「コマンドマガジン日本版第13号」）1994年
- 『Forgotten Axis: Murmansk 1941』（GMT Games、国際通信社「コマンドマガジン日本版第63号」）1999年
- 『Ukraine '43』（GMT Games、国際通信社「コマンドマガジン日本版第60号」）2000年
- 『Drive to the Baltic!/死闘！ 北方軍集団』（Moments in History、国際通信社「コマンドマガジン日本版第34号」）2000年
- 『ウクライナ'44』（国際通信社「コマンドマガジン日本版第70号」）2006年 - 中黒靖デザイン
- 『Hongrie 1944-1945/ハンガリー戦役1944-45』（Vae Victis#78、国際通信社「コマンドマガジン日本版第100号」）2008年
- 『レッドタイフーン』（国際通信社「コマンドマガジン日本版第85号」）2009年
- 『Battle for Korsun』（Chris Harding Simulations、国際通信社「コマンドマガジン日本版第97号」）2010年
- 『1940: What If』（Decision Games、国際通信社「コマンドマガジン日本版第103号」）2010年 - 仮想戦
- 『Army Group Narwa/激闘、ナルヴァ軍集団』（Three Crowns Game Productions、国際通信社「コマンドマガジン日本版第112号」）2012年
- 『ルントシュテットの戦い』（国際通信社「コマンドマガジン日本版第109号」）2013年
- 『キエフの包囲戦 1941』（戦旗工作室）2016年